# Maison de Victor Hugo

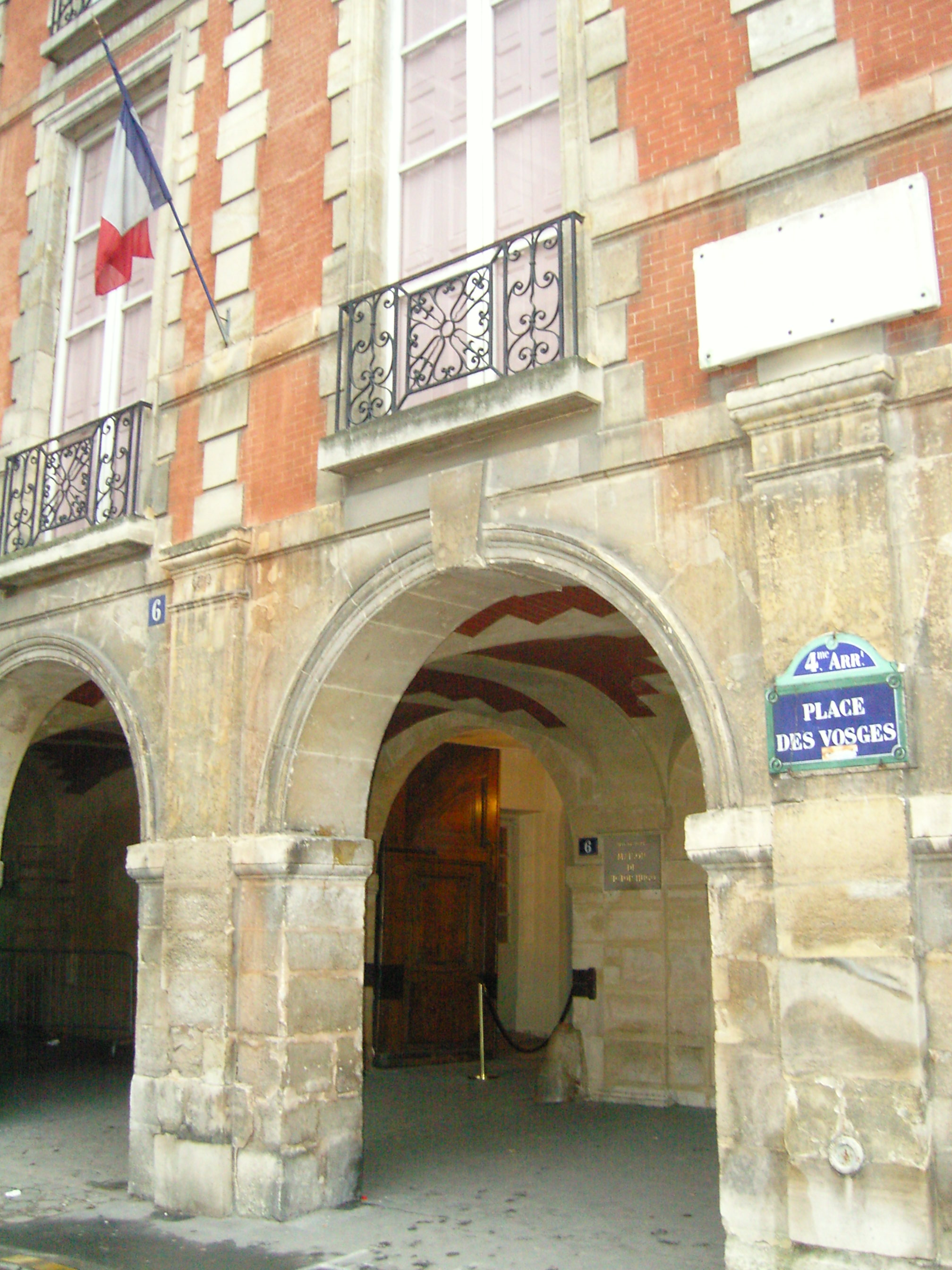
Maison de Victor Hugo

Maison de Victor Hugo là một bảo tàng nằm ở 6 quảng trường Vosges, thuộc Quận 4 thành phố Paris. Ngôi nhà này từng là nơi Victor Hugo sống nhiều năm. Năm 1902, nhân dịp 200 năm ngày sinh của Hugo, nơi đây trở thành nhà lưu niệm về nhà văn và ngày nay do thành phố Paris quản lý. Năm 2007, Maison de Victor Hugo đón 128.829 lượt khách thăm.